# Grażyna Świtała
Grażyna Janina Świtała−Kettner (ur. 27 lutego 1954 w Słupsku, zm. 25 lipca 2003 w Warszawie) – polska piosenkarka i kompozytorka, założycielka i prezes fundacji „Naprawdę czeka ktoś”, organizatorka pięciu edycji Festiwalu dla Dzieci i Młodzieży Niepełnosprawnej. Za zasługi dla Ciechocinka została odznaczona „Medalem Stanisława Staszica”. Dama Orderu Uśmiechu.

## Życiorys
Urodziła się w Słupsku, wychowywała się w Szczytnie i Gliwicach. Była córką Janiny (1930–1997) i Czesława (1924–2020) Świtałów. W dzieciństwie przejawiała zainteresowania artystyczne. Ukończyła Wydział Wokalny w Średniej Szkole Muzycznej w Gliwicach, a następnie studiowała na Wydziale Pedagogicznym Akademii Muzycznej w Katowicach. Uczyła się gry na skrzypcach, fortepianie i akordeonie. W czasie studiów współpracowała z Orkiestrą Polskiego Radia i Telewizji w Katowicach.
Karierę solową rozpoczęła w 1970 na VIII Krajowym Festiwalu Polskiej Piosenki w Opolu. Wykonywała głównie muzykę country i pop. Jej największa popularność przypadła na lata 70. i 80. XX wieku. Wylansowała wiele przebojów, m.in.: „Ale Magda mówi”, „Słońce tego lata”, „Dwa serca jak pociągi dwa”, „Kocha się za nic”, „Moja miłość bez imienia”, „Obejmij mnie”, „Tak jak przed laty”, „Wyjście z cienia” oraz „Zabierz kobietę”. Pod pseudonimem Grażyna Kettner skomponowała takie utwory jak: „Moja miłość bez imienia” czy „Tylko tyle”. Występowała na krajowych i międzynarodowych festiwalach piosenki – reprezentowała Polskę na festiwalach w Lublanie, Budapeszcie i Ułan Bator. W 1983 wystąpiła na Pikniku Country w Mrągowie. Koncertowała także m.in. w Kanadzie, Kuwejcie, Mongolii, na Kubie i Wyspach Kanaryjskich.
W 1995 założyła fundację „Naprawdę czeka ktoś”, której celem miało być wspieranie utalentowanej artystycznie młodzieży niepełnosprawnej. Rok później zainaugurowała Festiwal Piosenki Młodzieży Niepełnosprawnej w Ciechocinku.
Zmarła w jednym z warszawskich szpitali wskutek krwiaka mózgu. 31 lipca 2003 została pochowana w rodzinnym grobie na Cmentarzu Centralnym (sektor LF8, rząd A, grób 8) w Gliwicach.

## Życie prywatne
Z pierwszym mężem, ginekologiem Krzysztofem Kettnerem, rozstała się po dwóch latach małżeństwa. Przez 10 lat była w nieformalnym związku z kompozytorem i aranżerem większości jej przebojów Andrzejem Rutkowskim. Mieli córkę, Agatę Świerczewską (ur. 1989), która wystąpiła w drugiej edycji programu The Voice of Poland.

## Dyskografia
- Moja miłość bez imienia (LP, Polskie Nagrania „Muza”, 1987)
- Kolędy i pastorałki (LP, Polskie Nagrania Muza, 1987)
- Kocha się za nic - Największe przeboje (MC, Phonex, 1991)
- Przeboje mojej babci (CD, Intersonus, 1992)
- Ach, śpij kochanie (CD, ZPR Records, 1998)
- Moja muzyczka (CD, ZPR Records, 2001)

Składanki
- Ja nie umiem zmieniać przyjaciół (LP, Polskie Nagrania Muza, 1989)
- Piosenki Andrzeja Rutkowskiego (CD, Polskie Nagrania Muza, 1998)
- Piąta pora roku (CD, MTJ, 1998)
- Warszawa w piosence (CD, EMI Music Poland, 2000)
- Wojciech Młynarski – Prawie całość (CD, EMI Music Poland, 2001)